# Handbal Club Dunărea Brăila
Le HC Dunărea Brăila (Handbal Club Dunărea Brăila en roumain) est un club roumain de handball féminin basé à Brăila.

## Palmarès
compétitions internationales
- demi-finaliste de la Coupe Challenge en 2008

## Joueuses historiques
- Ramona Farcău
- Anastasia Lobach